# Winkel tripel vetülete

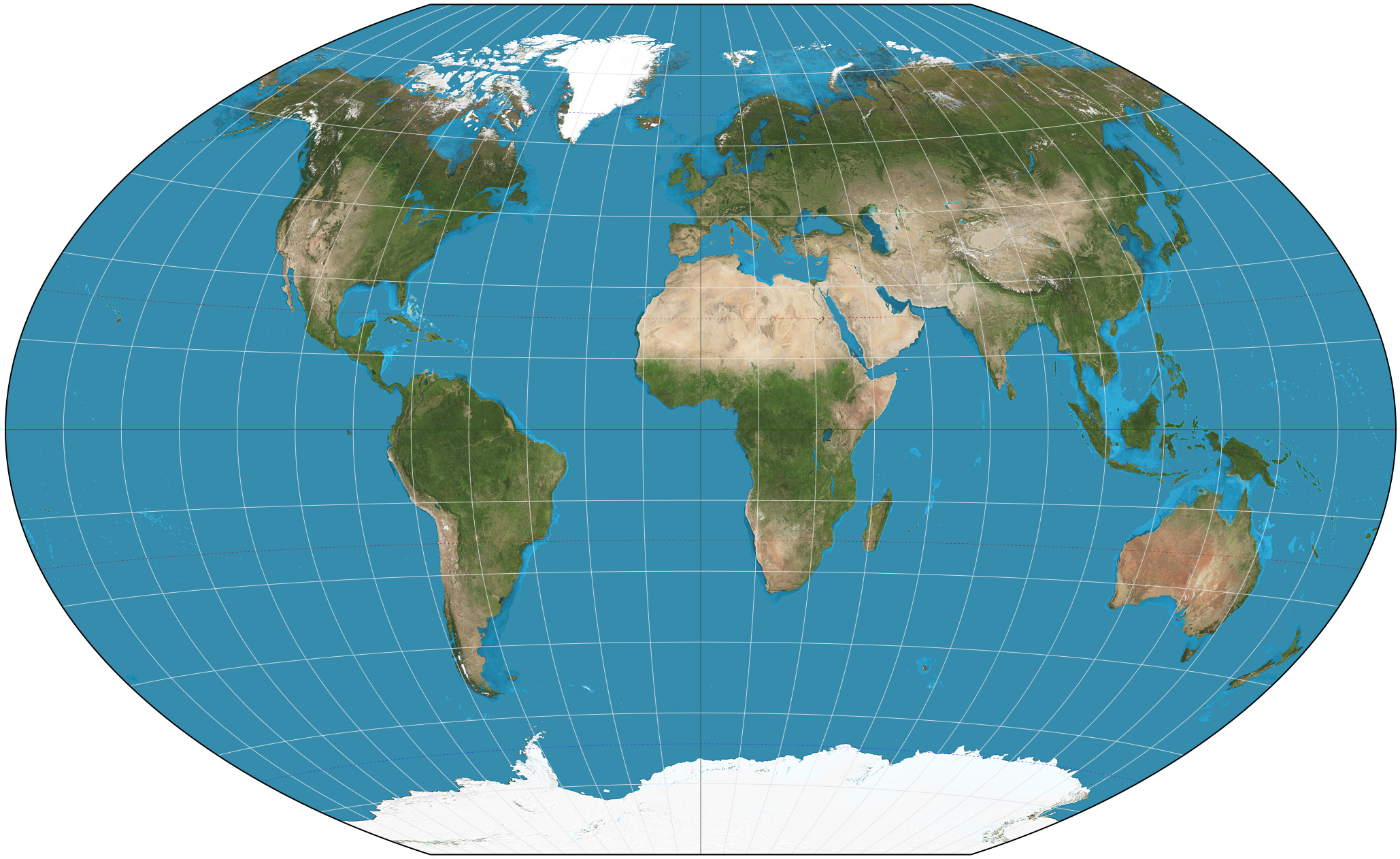
Világtérkép Winkel vetületében. 15° fokhálózattal

Winkel vetülete Tisso torzulási ellipsziseivel

Winkel tripel vetülete (vagy Winkel Tripel) egy általános torzulású, képzetes vetület. Ez a vetület pólusvonalas, ami a gyakorlatban azt jelenti, hogy a pólus képe egyenes. A pólusvonal olyan hosszú, mint a valódi hengervetület hossztartó parallelkör hosszának a fele. Az egyenlítő ekvidisztáns, ez annyit tesz, hogy a hosszúsági körök az egyenlítőt egyenlő részekre osztják. Az egyenlítő hossza megegyezik az elméleti hossztartó egyenlítő és a választott hossztartó parallelkör átlagával. Ez a parallelkör (φ0) legtöbbször a 40° vagy az 50°28' szélességi kör. A középmeridián ennél a vetületnél hossztartó. Általában világtérképek megjelenítéséhez alkalmazzák.

## Története
Oswald Winkle "Tripel"-nek nevezte el vetületét és 1921-ben hozta nyilvánosságra. Az európai geokartográfia számára hozta létre világtérképek megjelenítéséhez. A vetület kifejezetten népszerűvé vált a német nyelvterületeken.

## Alkalmazása
A fokhálózat torzulásainak kiszámítása a parciális deriváltakból kapott általános képletekkel lehetséges. Az átlagos torzultsága a gyakorlatban használt vetületek között a legkisebb, a kontinensek alakjai csak csekély mértékben deformálódnak. Ezért előnyös kifejezetten a világ- és az ehhez a területhez kapcsolódó tematikus térképek ábrázolására. Iskolai térképekhez is előszeretettel használják.

A világ politikai térképe Winkel vetületében

Térinformatikai szoftverekben ellipszoid felületen World Winkel, gömbön Sphere Winkel néven található meg. Számuk az EPSG katalógusban 54018, illetve 53018.

## Egyenletei
{\displaystyle {\begin{aligned}x&={\frac {1}{2}}\left(\lambda \cos \varphi _{0}+{\frac {2\cos \varphi \sin {\frac {\lambda }{2}}}{\operatorname {sinc} \alpha }}\right)\\y&={\frac {1}{2}}\left(\varphi +{\frac {\sin \varphi }{\operatorname {sinc} \alpha }}\right)\end{aligned}}}
ahol λ a középmeridiántól való szögtávolság,
φ  a szélességi kör,
φ0 a hossztartó parallelkör,
sinc a kardinális szinusz függvény, és
{\displaystyle \alpha =\arccos \left(\cos \varphi \cos {\frac {\lambda }{2}}\right).}
Winkel javaslata a hossztartó parallelkörre (50°28'):
{\displaystyle \varphi _{0}=\arccos {\frac {2}{\pi }}\,}